# Ken’ichi Matsubara

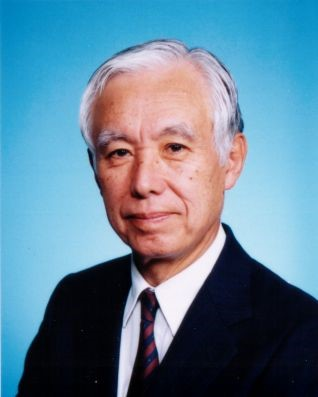
Ken’ichi Matsubara

Ken’ichi Matsubara (japanisch 松原 謙一, Matsubara Ken’ichi; geb. 2. Februar 1934 in der Präfektur Tōkyō) ist ein japanischer Molekularbiologe.

## Leben und Werk
Ken’ichi Matsubara machte seinen Studienabschluss an der Universität Tōkyō. Er wurde 1975 Professor an der Universität Osaka, die ihn als „Meiyo Kyōju“ verabschiedete. 1987 übernahm er als Direktor das „Zentrum für Zelltechnik“ (細胞工学センター, Saibō kōgaku sentā). Als 1999 die „Forschungsanstalt für DNA-Chips“ (DNAチップ研究所, DNA chippu kenkyūjo) gegründet wurde, wurde Matsubara ihr erster Direktor.
Im Rahmen seiner Forschungstätigkeit hat Matsubara aus Hefe mit Hilfe der Gentechnik einen Impfstoff gegen den Hepatitis-B-Virus entwickelt. Er ist auch am Humangenomprojekt beteiligt.
Zu seinen Publikationen gehört „Zur Wichtigkeit der Molekularbiologie des Menschen“ (ヒトの分子生物学を提唱する, Hito no bunshiseibutsgaku o teishō suru).
2006 wurde Matsubara als Person mit besonderen kulturellen Verdiensten geehrt und 2017 mit dem Kulturorden ausgezeichnet.